# Ayacucho (khu tự quản)
Ayacucho là một khu tự quản thuộc bang Táchira, Venezuela. Thủ phủ của khu tự quản Ayacucho đóng tại Colón. Khự tự quản Ayacucho có diện tích 507 km2, dân số theo điều tra dân số ngày 21 tháng 10 năm 2001 là 48982 người.